# Elizabeth Spillius
Elizabeth Spillius (de soltera Bott; 3 de marzo de 1924 - 4 de julio de 2016) fue una antropóloga, socióloga y psicoanalista kleiniana canadiense-inglesa.

## Biografía
De padres psicólogos, Helen Bott y Edward Alexander Bott, Elizabeth Bott estudió psicología en la Universidad de Toronto y antropología en la Universidad de Chicago, donde obtuvo su maestría en 1949. Posteriormente viajó a Londres para trabajar como antropóloga en la London School of Economics y en el Tavistock Institute of Human Relations.
Considerada parte del Manchester Group de  antropólogos, su trabajo más conocido fue Family and Social Network (1957), basado en su doctorado de 1956 con familias de clase trabajadora del East London, en el que formuló lo que posteriormente etiquetó como la Hipótesis de Bott: que la densidad de las relaciones sociales no conjuntas, de los miembros de una pareja, está directamente asociado con la segregación de tareas dentro de la pareja.
Los primeros resultados de su obra fundamental se presentaron en un seminario de la UNESCO bajo el título Familias urbanas: roles conyugales y redes sociales (1954) y posteriormente se publicaron en 1955 y 1957. Allí también se conceptualizaron diferentes aspectos del trabajo y la división de tareas entre las parejas, analizando, además, la función de apoyo del entorno. Todas ellas, cuestiones relevantes para la investigación actual sobre la crianza compartida.
En 1956, comenzó a formarse como psicoanalista kleiniana con Lois Munro.  De 1958 a 1960, realizó un trabajo de campo antropológico en Tonga con su esposo James Spillius. En 1964 se convirtió en miembro de pleno derecho de la Sociedad Psicoanalítica Británica. Y en 1975 como analista de capacitación y supervisión.
De 1988 a 1998, fue editora general de la serie New Library of Psychoanalysis de la editorial Routledge. Escribió varios trabajos de introducción a la obra de Melanie Klein.

## Obras
- Elizabeth Bott. 1957. Family and Social Network. London: Tavistock.
- (ed.) Melanie Klein today: developments in theory and practice, Tavistock/Routledge, 1987. New Library of Psychoanalysis 7-8.
- (ed. with Michael Feldman) Psychic equilibrium and psychic change : selected papers of Betty Joseph, Tavistock/Routledge, 1989. New Library of Psychoanalysis 9
- (ed. with a preface) Melanie Klein in Berlin: her first psychoanalyses of children by Claudia Frank. Routledge, 2009.